# Pieksänmaa
Pieksänmaa est une ancienne municipalité du centre-est de la Finlande, dans la région de Savonie du Sud et la province de Finlande orientale.
C'est la municipalité finlandaise qui aura eu la durée de vie la plus courte car elle est rattachée à Pieksämäki depuis le 1er janvier 2007, créant une ville de 21 000 habitants.
Elle a été formée en 2004 par la réunion de Pieksämäen Maalaiskunta (municipalité rurale de Pieksämäki), Jäppilä et Virtasalmi.

## Géographie
C'est la plus grande commune de la région. Malgré l'immensité de la commune et sa situation en plein centre de la région des lacs, on n'y trouve pas de lac de grande superficie. Au contraire, on y voit plutôt une multitude de lacs plutôt modestes, dans un paysage hâché par les eskers et par la forêt.
Le centre administratif est situé au village de Naarajärvi, traversé par la nationale 23 Hankasalmi-Joensuu, à juste 6 km du centre de la ville de Pieksämäki.
La municipalité est entourée par les régions et municipalités suivantes :
- Finlande-Centrale: Hankasalmi à l'ouest
- Savonie du Nord: Rautalampi au nord-ouest, Suonenjoki au nord et Leppävirta au nord-est.
- Côté Savonie du Sud, Pieksämäki est enclavée dans la commune. Les autres municipalités frontalières sont Joroinen à l'est, Juva au sud-est, Haukivuori au sud et Kangasniemi au sud-ouest.